# Coppa Caduti Nervianesi
La Coppa Caduti Nervianesi è una corsa in linea maschile di ciclismo su strada, riservata alla categoria dilettanti Elite/Under-23. Corsa per la prima volta nel 1947, si disputa nei dintorni di Nerviano, in provincia di Milano, con cadenza annuale, normalmente il 25 aprile. Organizzata dal S.C. U.S. Nervianese, è inclusa nel calendario nazionale FCI come prova di classe 1.12.

## Albo d'oro
Aggiornato all'edizione 2023.
| Anno | Vincitore                             | Secondo                               | Terzo                                 |
| ---- | ------------------------------------- | ------------------------------------- | ------------------------------------- |
| 1947 | Oscar Ghibellini                      |                                       |                                       |
| 1948 | Pasquale Fornara                      |                                       |                                       |
| 1949 | Luigi Rivetta                         |                                       |                                       |
| 1950 | Carlo Gambaro                         |                                       |                                       |
| 1951 | Gianfranco Zucchetti                  |                                       |                                       |
| 1952 | Oreste Giorno                         |                                       |                                       |
| 1953 | Fabris                                |                                       |                                       |
| 1954 | Gaetano Laganà                        |                                       |                                       |
| 1955 | Scarpin                               |                                       |                                       |
| 1956 | Giuseppe Dante                        |                                       |                                       |
| 1957 | Novello                               |                                       |                                       |
| 1958 | Luigi Fusetti                         |                                       |                                       |
| 1959 | Baiardo                               |                                       |                                       |
| 1960 | Ottavio Cogliati                      |                                       |                                       |
| 1961 | Lino Ghisoni                          |                                       |                                       |
| 1962 | Giuseppe Brembilla                    |                                       |                                       |
| 1963 | Giovanni Mara                         |                                       |                                       |
| 1964 | Mario Rigamonti                       |                                       |                                       |
| 1965 | Jacopo Rognoni                        |                                       |                                       |
| 1966 | Aldini                                |                                       |                                       |
| 1967 | Erasmo Cogliati                       |                                       |                                       |
| 1968 | Francesco Plebani                     |                                       |                                       |
| 1969 | Arnaldo Caverzasi                     |                                       |                                       |
| 1970 | Alfredo Testoni                       |                                       |                                       |
| 1971 | Fiorenzo Ballardin                    |                                       |                                       |
| 1972 | Erminio Molteni                       |                                       |                                       |
| 1973 | William Riva                          |                                       |                                       |
| 1974 | Fiorenzo Ballardin                    |                                       |                                       |
| 1975 | Dino Porrini                          |                                       |                                       |
| 1976 | Luigi Fossati                         |                                       |                                       |
| 1977 | Bertolaso                             |                                       |                                       |
| 1978 | Berta                                 |                                       |                                       |
| 1979 | Davide Pollio                         |                                       |                                       |
| 1980 | Claudio Pettinà                       |                                       |                                       |
| 1981 | Luigi Bussacchini                     |                                       |                                       |
| 1982 | Gianni Rossi                          |                                       |                                       |
| 1983 | Maurizio Colombo                      |                                       |                                       |
| 1984 | Giuliano Dal Zovo                     |                                       |                                       |
| 1985 | Fabio Perego                          |                                       |                                       |
| 1986 | Fabrizio Bontempi                     |                                       |                                       |
| 1987 | Federico Savoia                       |                                       |                                       |
| 1988 | Massimo Brunelli                      |                                       |                                       |
| 1989 | Mario Manzoni                         |                                       |                                       |
| 1990 | Maurizio Molinari                     |                                       |                                       |
| 1991 | Cristian Carrara                      |                                       |                                       |
| 1992 | Stefano Dante                         |                                       |                                       |
| 1993 | Enrico Cassani                        |                                       |                                       |
| 1994 | Simone Tomi                           |                                       |                                       |
| 1995 | Fausto Oppici                         |                                       |                                       |
| 1996 | Cristian Bianchini                    |                                       |                                       |
| 1997 | Mirko Marini                          |                                       |                                       |
| 1998 | Tupak Casnedi                         |                                       |                                       |
| 1999 | Nicola Chesini                        | Flaviano Mogavero                     | Raffaele Cheula                       |
| 2000 | Simone Cadamuro                       |                                       |                                       |
| 2001 | Manuel Bresciani                      |                                       |                                       |
| 2002 | Simone Fadini                         |                                       |                                       |
| 2003 | Marco Menin                           |                                       |                                       |
| 2004 | Vladyslav Pryhunov                    |                                       |                                       |
| 2005 | David Vitoria                         |                                       |                                       |
| 2006 | Giovanni Carini                       |                                       |                                       |
| 2007 | Andrij Bučko                          | Marco Brossa                          | Davide Tortella                       |
| 2008 | Giuseppe De Maria                     | Andrij Kutalo                         | Davide Clerici                        |
| 2009 | Gianluca Maggiore                     | Stefan Trafelet                       | Mauro Vicini                          |
| 2010 | Thomas Tiozzo                         | Michele Gobbi                         | Marco Amicabile                       |
| 2011 | Marco Zanotti                         | Norman Falco                          | Fabio Chinello                        |
| 2012 | Edoardo Costanzi                      | Alex Buttazzoni                       | Mattia Pozzo                          |
| 2013 | Davide Orrico                         | Pietro Tedesco                        | Niccolò Lavazza                       |
| 2014 | Damiano Cima                          | Nicola Poletti                        | Matteo Pozzoli                        |
| 2015 | Davide Martinelli                     | Matteo Pozzoli                        | Fabio Martinetti                      |
| 2016 | Mattia De Mori                        | Marco Gaggia                          | Leonardo Bonifazio                    |
| 2017 | Enrico Zanoncello                     | Damiano Cima                          | Carloalberto Giordani                 |
| 2018 | Ahmed Galdoune                        | Alessio Brugna                        | Davide Ferrari                        |
| 2019 | Gregorio Ferri                        | Enrico Zanoncello                     | Alessio Brugna                        |
| 2020 | annullata per la pandemia di COVID-19 | annullata per la pandemia di COVID-19 | annullata per la pandemia di COVID-19 |
| 2021 | Ivan Smirnov                          | Davide Plebani                        | Andrea Gatti                          |
| 2022 | Cristian Rocchetta                    | Carloalberto Giordani                 | Elia Menegale                         |
| 2023 | Samuel Quaranta                       | Davide Ferrari                        | Ivan Smirnov                          |